# Loxoblemmus spectabilis
Loxoblemmus spectabilis är en insektsart som beskrevs av Andrej Vasiljevitj Gorochov och Kostia 1993. Loxoblemmus spectabilis ingår i släktet Loxoblemmus och familjen syrsor. Inga underarter finns listade i Catalogue of Life.